# Velušić
Velušić falu Horvátországban Šibenik-Knin megyében. Közigazgatásilag Drnišhez tartozik.

## Fekvése
Knintől légvonalban 13, közúton 25 km-re délre, községközpontjától légvonalban 5, közúton 9 km-re északra, Dalmácia középső részén fekszik.

## Története
A település a középkorban Nečven várának uradalmához tartozott. A várral együtt 1522-ben foglalta el a török. A klisszai szandzsák 1550. évi összeírásában a Petrovo polje vlach települései között szerepel. 1683-ban a velencei hadak szabadították fel a török uralom alól. 1797-ben a Velencei Köztársaság megszűnésével a Habsburg Birodalom része lett. 1806-ban Napóleon csapatai foglalták el és 1813-ig francia uralom alatt állt. Napóleon bukása után ismét Habsburg uralom következett, mely az első világháború végéig tartott. A település határában a 19. század végén kezdődött meg a szénbányászat. 1903-ban a szén szállítására megépült a Siverić-Velušić vasútvonal. A falunak 1857-ben 368, 1910-ben 517 lakosa volt. Az első világháború után előbb a Szerb Királyság, majd rövid ideig az Olasz Királyság, ezután a Szerb-Horvát-Szlovén Királyság, majd Jugoszlávia része lett. 1991-ben lakóinak 53 százaléka szerb, 44 százaléka horvát volt. Szerb lakói csatlakoztak a Krajinai Szerb Köztársasághoz. A horvát hadsereg 1995 augusztusában a Vihar hadművelet során foglalta vissza a települést. Szerb lakóinak nagy része elmenekült. 2001-ben már a horvátok voltak többségben (65,93%). 2011-ben a településnek 90 lakosa volt.

## Lakosság
| Lakosság változása | Lakosság változása | Lakosság változása | Lakosság változása | Lakosság változása | Lakosság változása | Lakosság változása | Lakosság változása | Lakosság változása | Lakosság változása | Lakosság változása | Lakosság változása | Lakosság változása | Lakosság változása | Lakosság változása | Lakosság változása |
| ------------------ | ------------------ | ------------------ | ------------------ | ------------------ | ------------------ | ------------------ | ------------------ | ------------------ | ------------------ | ------------------ | ------------------ | ------------------ | ------------------ | ------------------ | ------------------ |
| 1857               | 1869               | 1880               | 1890               | 1900               | 1910               | 1921               | 1931               | 1948               | 1953               | 1961               | 1971               | 1981               | 1991               | 2001               | 2011               |
| 368                | 376                | 375                | 383                | 443                | 517                | 410                | 541                | 620                | 645                | 622                | 512                | 366                | 275                | 91                 | 90                 |

## Nevezetességei
Szent György tiszteletére szentelt szerb pravoszláv temploma 1885-ben épült. Egyszerű, négyszög alaprajzú épület, homlokzatán kis rózsaablakkal. Homlokzata felett áll a dalmát templomokra jellemző pengefalú harangtorony, benne két haranggal. A templom mellett temető található.